# Nuestro Partido
Nuestro Partido (en serbocroata, Naša stranka/Наша странка, NS/НС) es un partido social-liberal e intercomunitario de Bosnia y Hercegovina, fundado en 2008. La formación fue fundada por los cineastas bosnios Danis Tanović y Dino Mustafić, en 2008. Desde el 4 de junio de 2016, el partido forma parte (como miembro asociado) de la Alianza de los Liberales y Demócratas por Europa (partido ALDE).

## Proyecto político
Naša stranka es un partido político de centro y centro-izquierda, social-liberal, favorable a la integración de Bosnia y Hercegovina en la Unión Europea y en la OTAN. 
En lo relativo a la organización institucional, la formación es contraria a la prevalencia de los derechos colectivos sobre los derechos individuales, y se oponen al actual modelo comunitario de toma de decisión en Bosnia y Hercegovina. Proponen la supresión de la Cámara de los Pueblos de Bosnia y Hercegovina (actual Cámara alta del Parlamento federal bosnio), y que el Tribunal Constitucional asuma la tarea de velar por el respeto a los intereses vitales de cada comunidad.
Económicamente, Naša stranka es favorable de los principios de libre mercado y libre comercio, como motores de la actividad económica y de la integración política del país. Aunque no son partidarios de privatizaciones masivas, apuestan por racionalizar el sector público del país, y por concentrar la presencia pública en sectores y empresas en que resulte financieramente, económicamente y socialmente viable. Igualmente, apuestan por la protección de las pequeñas y medianas empresas, como elemento esencial para el desarrollo económico del país. Para ello, son favorables a una política de reducción de impuestos para favorecer la inversión local y atraer la inversión extranjera. Igualmente, son partidarios de un modelo fiscal más progresivo, y de un escalonamiento del principal impuesto indirecto (IVA), con tasas especialmente reducidas para productos de primera necesidad. 

## Presencia institucional
En la actualidad, el partido tiene presencia en los distintos niveles institucionales de Bosnia y Hercegovina.

### Nivel federal
- Cámara federal de Representantes de Bosnia y Hercegovina: 3 escaños (sobre 42) y 4.89% de los votos en las elecciones de 2018 (oposición).

### Nivel de entidad
- Cámara de Representantes de la entidad federada Federación de Bosnia y Hercegovina: 6 escaños (sobre 98) y 5.09% votos en las elecciones de 2018 (oposición).
- Cámara de los Pueblos (Dom Naroda) de la Federación de Bosnia y Hercegovina: 1 escaño en la delegación croata, 2 escaños en la delegación de minorías.

### Nivel local
El partido obtuvo representación local (elecciones municipales de 2016) en municipios de 5 de los 10 cantones de la Federación de Bosnia y Hercegovina:
- Cantón de Sarajevo: municipio de Sarajevo, donde es la segunda fuerza política.
- Cantón de Zenica Doboj: Zenica, Visoko, Vareš.
- Cantón de Una-Sana: Bosanska Krupa, Bosanski Petrovac, Sanski Most.
- Cantón de Tuzla: Doboj Istok, Gračanica.
- Cantón de Podrinje Bosnio: Goražde.

## Enlaces
- Página web de Naša stranka

- Datos: Q946306